# Ajuntament de Bellpuig
L'Ajuntament de Bellpuig és una obra eclèctic de Bellpuig (Urgell) protegida com a bé cultural d'interès local.

## Descripció
És un edifici que consta de planta baixa, dos pisos i golfes. La façana es troba realitzada a base de carreus de pedra picada amb una excel·lent estereotomia, mentre que la resta de l'edifici es troba realitzat amb argamassa. La façana té una composició simètrica i té un ritme molt marcat a base de la repetició decorativa, la qual cosa aporta una personalitat pròpia a l'edifici. Els elements característics són l'ús de l'arc de mig punt com a acabament de totes les portes i finestres de l'edifici. Aquests arcs són a més a més rematats per una cornisa-guardapols que s'uneix a tots els arcs que es troben a un mateix nivell horitzontal. A les golfes hi ha quatre finestres rodones. Finalment la façana està coronada per una cornisa de pedra.
La façana data del 1883.